# Classe Fusō
A Classe Fusō (扶桑型戦艦) foi uma classe de navios couraçados operados pela Marinha Imperial Japonesa, composta pelo Fusō e Yamashiro. Suas construções começaram pouco antes da Primeira Guerra Mundial nos estaleiros do Arsenal Naval de Kure e Arsenal Naval de Yokosuka, sendo finalizados no meio do conflito; o batimento de quilha do Fusō ocorreu em março de 1912, enquanto do Yamashiro aconteceu em novembro do ano seguinte. A classe foi projetada com o pensamento de que pudesse ser poderosa o bastante para enfrentar a Marinha dos Estados Unidos em águas territoriais japonesas e para formar uma frota homogênea de couraçados e cruzadores de batalha.
Os navios patrulharam águas perto da China durante a Primeira Guerra e também ajudaram a socorrer os sobrevivente do Grande Sismo de Kantō em 1923. Ambos passaram por grandes modernizações e reconstruções no decorrer da década de 1930; estas aumentaram sua blindagem, substituíram e atualizaram seus maquinários internos, reformularam seus armamentos e reconstruíram suas superestruturas no estilo mastro pagode. Apesar disso, os dois couraçados foram considerados obsoletos no início da Segunda Guerra Mundial e não participaram de nenhuma grande operação nos primeiros anos do conflito. Ambos passaram por melhorias em suas armas antiaéreas em 1944.
O Fusō e o Yamashiro foram os únicos couraçados japoneses presentes na Batalha do Estreito de Surigao, a ação mais ao sul da Batalha do Golfo de Leyte. Eles encontraram forças norte-americanas nas primeiras horas do dia 25 de outubro de 1944, com o Fusō sendo torpedeado, possivelmente pelo contratorpedeiro USS Melvin, saindo de formação e explodindo quarenta minutos depois. O Yamashiro continuou seguindo em frente até enfrentar uma linha de cruzadores rápidos, contratorpedeiros e couraçados, sendo atingido por disparos de canhões e torpedos repetidas vezes até emborcar e afundar meia-hora depois de seu irmão. Houve pouquíssimos sobreviventes de ambos os navios.